# Puget Sinus
Il Puget Sinus è una struttura geologica della superficie di Titano.